# Heilpraktiker
Heilpraktiker is in Duitsland, en in beperktere zin in Zwitserland, een aanduiding voor iemand, die medische of paramedische handelingen verricht, zonder de kwalificaties van arts, psychotherapeut of fysiotherapeut te bezitten. In Oostenrijk is de activiteit van Heilpraktiker, evenals in Nederland, verboden als zijnde onbevoegde uitoefening van de geneeskunst. Het begrip is geregeld in een, voor het laatst in 1939 ingrijpend aangepaste, wet. Daarin zijn ook de bevoegdheden van deze mensen geregeld. Een Heilpraktiker mag bijvoorbeeld niet iemand ter opname en/of behandeling in een ziekenhuis verwijzen. In principe kan een Heilpraktiker beschouwd worden als kwakzalver. 
Een Heilpraktiker, waarvan er in 2019 in Duitsland ca. 45.000 actief waren, moet om te mogen praktiseren een vergunning van de Duitse overheid hebben. Om die vergunning te kunnen verkrijgen, moet men geslaagd zijn voor een (volgens critici veel te licht) examen op het gebied van basiskennis van het menselijk lichaam, gezondheidszorg, hygiëne e.d..
Veel vormen van  zgn. alternatieve geneeswijzen worden in Duitsland door Heilpraktiker aangeboden.
Op het in Duitsland (voort-)bestaan van de Heilpraktiker is veel kritiek vanuit andere landen van de Europese Unie, maar ook vanuit kringen van "reguliere" artsen e.d. in Duitsland zelf. De Heilpraktiker zouden medische handelingen uitvoeren, diagnoses stellen en adviezen geven, die aan "echte" artsen zijn voorbehouden, en die vaak zijn gebaseerd op onvoldoende medische kennis.
Heilpraktiker zijn vrijwel altijd lid van een beroepsorganisatie. Deze beroepsorganisaties verzorgen vaak (bij)scholing voor leden of mensen, die dat willen worden. Ook op deze cursussen is vaak kritiek, omdat de inhoud daarvan volgens de critici stoelt op niet of in onvoldoende mate  wetenschappelijk bewezen theorieën of in strijd is met algemeen aanvaarde medisch-wetenschappelijke principes.
De beroepsorganisaties voor Heilpraktiker  zijn in Duitsland:
- Allgemeiner Deutscher Heilpraktikerverband e. V. (ADHV)
- Arbeitsgemeinschaft Anthroposophischer Heilpraktiker-Berufsverband (AGAHP)
- Berufsverband Deutsche Naturheilkunde e. V. (BDN)
- Bund Deutscher Heilpraktiker e. V. (BDH)
- Bund Deutscher Heilpraktiker und Naturheilkundiger e. V. (BDHN)
- Fachverband Deutscher Heilpraktiker e. V. (FDH)
- Freie Heilpraktiker e. V. (FH)
- Freier Verband Deutscher Heilpraktiker e. V. (FVDH)
- Union Deutscher Heilpraktiker e. V. (UDH)
- Verband Deutscher Heilpraktiker e. V. (VDH)
- Verband Heilpraktiker Deutschland e. V. (VHD)
- Verband Unabhängiger Heilpraktiker e. V. (VUH)
- Vereinigung Christlicher Heilpraktiker (VCHP)

In Duitsland bestaat nog het verschil tussen ziekenfondsen en particuliere zorgverzekeringen. Ziekenfondspatiënten kunnen in Duitsland van hun fonds geen vergoeding krijgen voor declaraties door een Heilpraktiker.